# Чемпионат мира по стрельбе из лука 1987
Чемпионат мира по стрельбе из лука 1987 — 34-й чемпионат мира по стрельбе из лука. Соревнование было проведено в Аделаиде (Австралия) в марте 1987 года и было организовано Всемирной федерацией стрельбы из лука (FITA).

## Призёры

### Классический лук
| Дисциплина                     | Золото         | Серебро           | Бронза     |
| Мужчины. Индивидуальный турнир | Владимир Ешеев | Андреас Липпольдт | Джей Бэррс |
| Женщины. Индивидуальный турнир | Ма Ксиангджун  | Ван Хи Гён        | Яо Явен    |
| Мужчины. Командный турнир      | ФРГ            | США               | Китай      |
| Женщины. Командный турнир      | СССР           | Республика Корея  | ФРГ        |

## Медальный зачёт
| Место | Страна           | Золото | Серебро | Бронза | Всего |
| ----- | ---------------- | ------ | ------- | ------ | ----- |
| 1     | СССР             | 2      | -       | -      | 2     |
| 2     | ФРГ              | 1      | 1       | -      | 2     |
| 3     | Китай            | 1      | -       | 2      | 3     |
| 4     | Республика Корея | -      | 2       | -      | 2     |
| 5     | США              | -      | 1       | 1      | 2     |
| 6     | Франция          | -      | -       | 1      | 1     |